# Chastain (groupe)
Pour les articles homonymes, voir Chastain.
Chastain est un groupe de heavy metal américain, originaire de Cincinnati, dans l'Ohio. Il est formé en 1984 par le guitariste David T. Chastain. Leur premier album, Mystery of Illusion, est publié à l'international en 1985, suivi par Ruler of the Wasteland en 1986, également chez Shrapnel, et The 7th of Never en 1987 au label de David Chastain, Leviathan Records. Après une longue période d'accalmie depuis 2004, le groupe réapparait en 2010 sur la compilation The Reign of Leather et sur celle de Metal in Your Face en 2012.

## Biographie
Chastain est formé en 1984 par le guitariste David T. Chastain. Le groupe se construit grâce à Mike Varney, président de Shrapnel Records, sur un album solo de David T. Chastain. Varney remarquera le jeu de guitare de Chastain, membre du groupe de Cincinnati CJSS et souhaite, à cette période, qu'il souhaitait combiner avec le talent de la jeune chanteuse Leather Leone, ancienne membre du groupe de San Francisco, Rude Girl. La première formation du groupe se compose de Leone, Chastain, le bassiste de CJSS Mike Skimmerhorn et le batteur Fred Coury, qui jouera au sein du groupe de glam rock américain Cinderella. En 1986, Chastain explique : « C'est impossible pour moi de travailler à plein temps avec des gens qui vivent aux quatre coins du pays (...). On ne se réunit qu'une fois par an, enregistre un album, et on repart chacun de notre côté. » dans le cas de Chastain, il écrit pour CJSS et ses albums solo, et produit d'autres artistes tout en dirigeant son propre label.
Leur premier album, Mystery of Illusion, est publié à l'international en 1985, suivi par Ruler of the Wasteland en 1986, également chez Shrapnel, et The 7th of Never en 1987 au label de David Chastain, Leviathan Records. Le batteur Ken Mary (Fifth Angel, TKO) remplace Coury entre 1986 et 1988. Leur quatrième album, The Voice of the Cult, est publié en 1988. Pour leur nouvel album For Those Who Dare, le bassiste David Harbour remplace Skimmerhorn et le batteur John Luke Hebert remplace Mary, qui jouera au sein d'Alice Cooper. Le groupe part ensuite en tournée jusqu'en 1991.
Après quelques années d'inactivité, période durant laquelle David T. Chastain se consacre à sa carrière solo, le groupe publie les albums Sick Society en 1995 et In Dementia en 1997 enregistrés avec Kate French au chant, Kevin Kekes à la basse, et l'ancien membre de Trouble Dennis Lesh à la batterie. Après la sortie de l'album In an Outrage en 2004, le groupe redevient inactif. 
Le groupe réapparaît en 2010 sur la compilation The Reign of Leather et sur celle de Metal in Your Face en 2012. À la fin de 2013, le groupe annonce un nouvel album studio, Surrender to No One. En 2014, le groupe propose une version « non-censurée » de Surrender to No One. À la fin de 2015 sort la chanson All Hail the King, issue de leur futur nouvel album, We Bleed Metal, qui est annoncé dans les bacs le 6 novembre 2015 à l'international. De son côté, au début de 2016, la chanteuse Leather Leone annonce des dates de concerts solo.

## Discographie
- 1985 : Mystery of Illusion
- 1986 : Ruler of the Wasteland
- 1987 : The 7th of Never
- 1988 : The Voice of the Cult
- 1990 : For Those Who Dare
- 1995 : Sick Society
- 1997 : In Dementia
- 2004 : In An Outrage
- 2013 : Surrender to No One
- 2015 : We Bleed Metal

## Membres

### Membres actuels
- Mike Skimmerhorn – basse (1984-1989, depuis 2013)[1]
- David T. Chastain – guitare (depuis 1984)[1]
- Leather Leone – chant (1984-1992, depuis 2013)[1]
- Stian Kristoffersen – batterie (depuis 2013)[1]

### Anciens membres
- Fred Coury – batterie (1984-1986)[1]
- Ken Mary – batterie (1986-1990)[1]
- Pat O'Brien – guitare (1986)[1]
- David Harbour – basse(1988-1992)[1]
- John Luke Hebert – batterie (1990-1992)[1]
- Kate French – basse (1995-1997), chant (1995-2005)[1]
- Dennis Lesh – batterie (1995-1998)[1]
- Kevin Kekes – basse (1997-1998)[1]
- Dave Starr – basse (2001-2005)[1]
- Larry Howe – batterie (2001-2005)[1]